# Titularbistum Auzegera
Auzegera ist ein Titularbistum der römisch-katholischen Kirche.
Es geht zurück auf einen untergegangenen Bischofssitz benannt nach der gleichnamigen antiken Stadt Auzegera in der römischen Provinz Africa, später Byzacena,.
| Titularbischöfe von Auzegera |                               |                                    |                    |                   |
| Nr.                          | Name                          | Amt                                | von                | bis               |
| 1                            | Alonso Arteaga Yepes          | Weihbischof in Popayán (Kolumbien) | 12. September 1962 | 24. Juli 1965     |
| 2                            | Pedro Pablo Tenreiro Francia  | Weihbischof in Guanare (Venezuela) | 11. November 1965  | 19. Januar 1971   |
| 3                            | Pius Suh Awa                  | Koadjutorbischof in Buéa (Kamerun) | 20. Februar 1971   | 29. Januar 1973   |
| 4                            | Antonio Arregui Yarza         | Weihbischof in Quito (Ecuador)     | 4. Januar 1990     | 25. Juli 1995     |
| 5                            | Carmelo Echenagusía           | Weihbischof in Bilbao, (Spanien)   | 8. September 1995  | 6. November 2008  |
| 6                            | Binay Kandulna                | Weihbischof in Ranchi (Indien)     | 20. Februar 2009   | 30. November 2012 |
| 7                            | Juan Armando Pérez Talamantes | Weihbischof in Monterrey (Mexiko)  | 22. März 2014      |                   |